# Caj Högberg

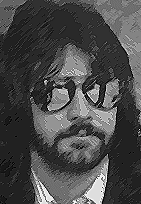
Caj Högberg, 1981.

Caj Gunnar Högberg, född 2 augusti 1949 i Nässjö, Småland, död 29 augusti 2023 på Värmdö, Stockholms län, var en svensk musiker, kompositör och textförfattare. Han skrev bland annat I Can Jive till Jerry Williams.
Högberg turnerade eller arbetade i inspelningsstudio eller TV med ett stort antal artister i Sverige, bland annat Abba, Björn Skifs, Jerry Williams och Tomas Ledin. Han är även känd som bakgrundssångare i Melodifestivalen. Han sjöng bland annat bakom Carola då hon vann i Malmö med Främling och bakom Herreys i Göteborg och i Luxemburg där gruppen vann europafinalen, och framträdde som sjungande trumslagare bakom Tomas Ledin med Just nu! i Haag 1980. Han spelade bas med Abba och Mamma Mia i Top of the Pops 1976.

## Medverkan
- 1965 Long Johns
- 1971 Synd & Skam
- 1972 – 1976 Beatmakers med Boris
- 1974 – 1975 Abba
- 1976 – 1981 Jerry Williams Roadwork
- 1982 Chattanooga
- 1983 – 1984 Elisabeth Andreassen & Rhythmers
- 1986 Lena Philipsson & Kul Killers